# Josien Laurier
Josien Laurier is het pseudoniem van Jozina Margaretha (Josien) Kruidenier (Herkingen, 21 september 1967), een Nederlands auteur.
Samen met Désanne van Brederode, Lucy Vermij en Elsbeth Brouwer voerde ze in 1996 de redactie over het tijdschrift Ciao, Bella!, waarvan slechts één nummer is uitgebracht, door uitgeverij Vassalucci.